# 吉成駅
吉成駅（よしなりえき）は、徳島県徳島市応神町吉成轟にある、四国旅客鉄道（JR四国）高徳線の駅である。駅番号はT02。
池谷駅から乗り入れる鳴門線の列車も利用可能である。

## 歴史
- 1916年（大正5年）7月1日：阿波電気軌道（後の阿波鉄道）の駅として開業[2]。
- 1933年（昭和8年）7月1日：阿波鉄道国有化により、鉄道省阿波線の駅となる[2]。
- 1935年（昭和10年）3月20日：高徳本線当駅 - 佐古駅間開業[2]。同時に当駅 - 古川駅間廃止[2]。
- 1973年（昭和48年）10月1日：貨物取扱廃止[2]。
- 1979年（昭和54年）3月1日：業務委託駅となる[3]。
- 1984年（昭和59年）2月1日：駅員無配置駅となる[4][5]。
- 1987年（昭和62年）4月1日：国鉄分割民営化によりJR四国の駅となる[2]。
- 2019年（平成31年）2月末：新駅舎使用開始[6]。

## 駅構造
地上駅。ホームは相対式2面2線。一線スルーであり、通過列車は2番のりばを通過する。停車列車はどの方面も駅舎側の1番のりばを優先的に使用する。留置側線がある。双方のホームは無蓋跨線橋で結ばれている。便所は男女共用の汲み取り式。
無人駅である。かつては簡易委託駅であった。自動券売機が設置されているが、オレンジカードは使えない。
阿波鉄道国有化後、およそ100メートル徳島方に木造駅舎を新築移転したものがながらく供用されてきた。徳島線CTC化時に無人化され、さらにリニューアルされて二重屋根になっていた。老朽化により、2018年（平成30年）11月より簡易小型ユニット駅舎に改築工事が行われ、2019年（平成31年）2月末に供用開始された。

### のりば
| のりば | 路線                    | 方向 | 行先           |
| ------ | ----------------------- | ---- | -------------- |
| 1・2   | ■高徳線 （■鳴門線含む） | 下り | 徳島・阿南方面 |
| 1・2   | ■高徳線                 | 上り | 板野・高松方面 |
| 1・2   | ■鳴門線                 | 上り | 鳴門方面       |

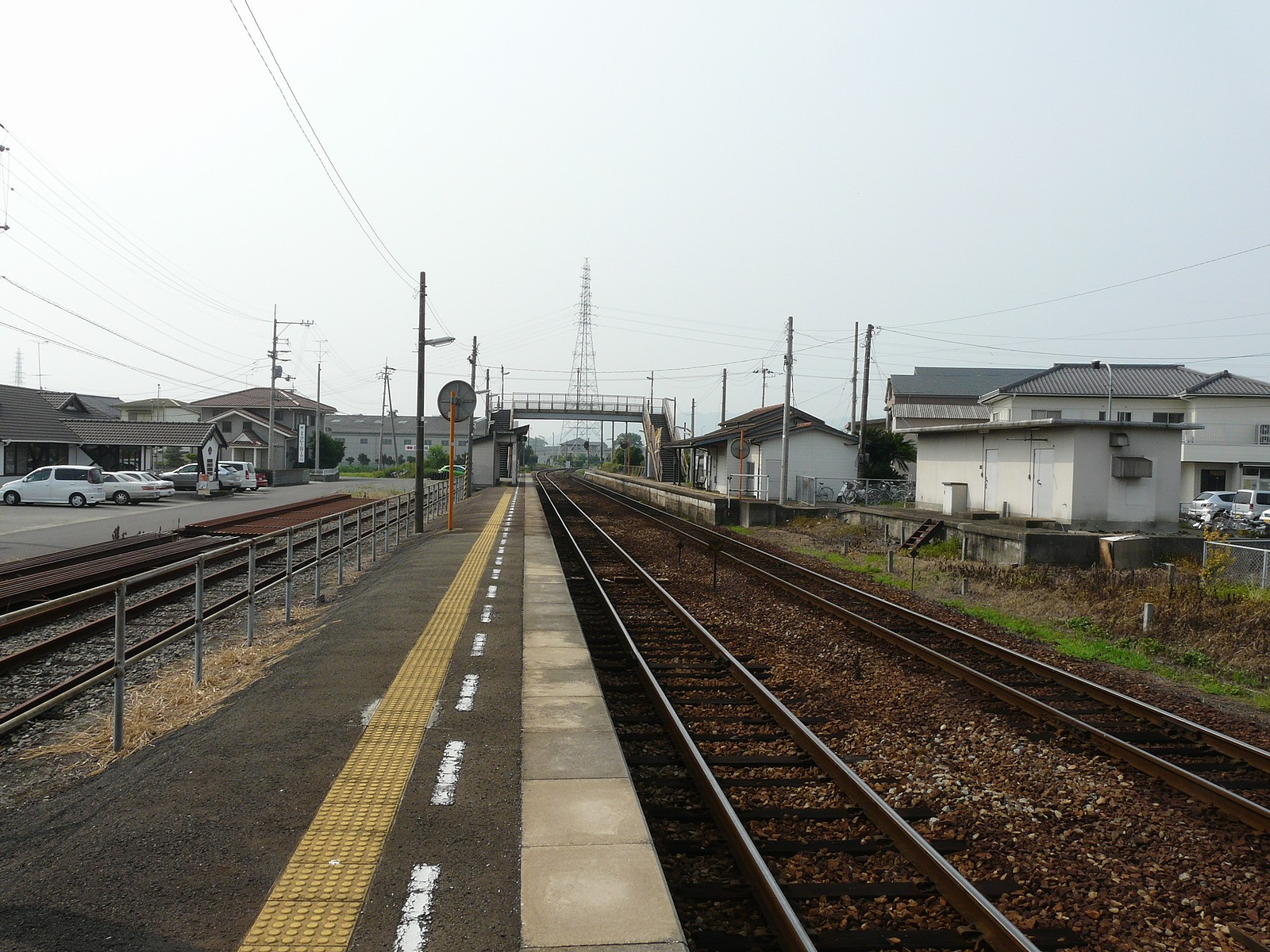
ホーム（2007年7月、勝瑞方より）
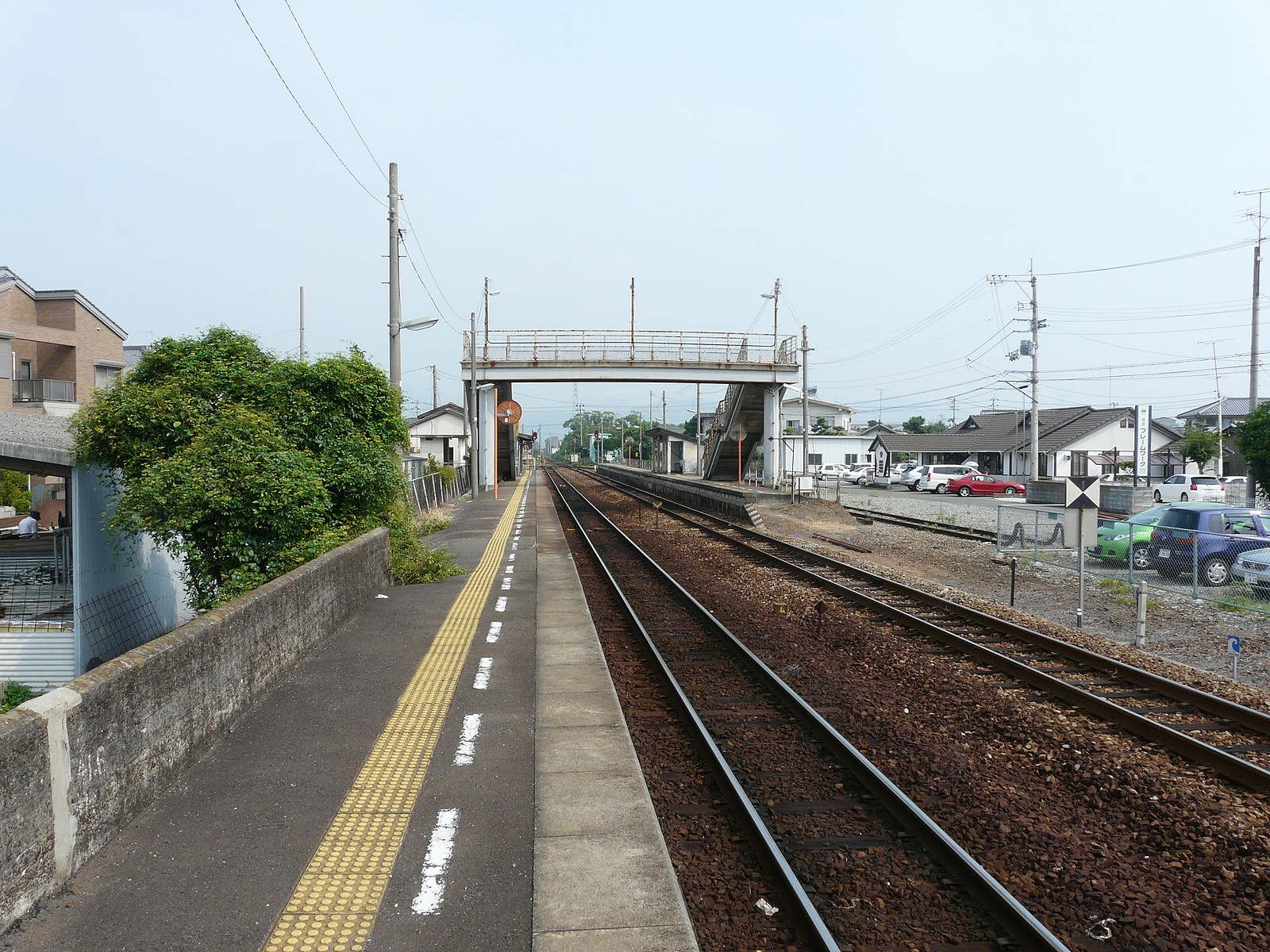
ホーム（2007年7月、佐古方より）
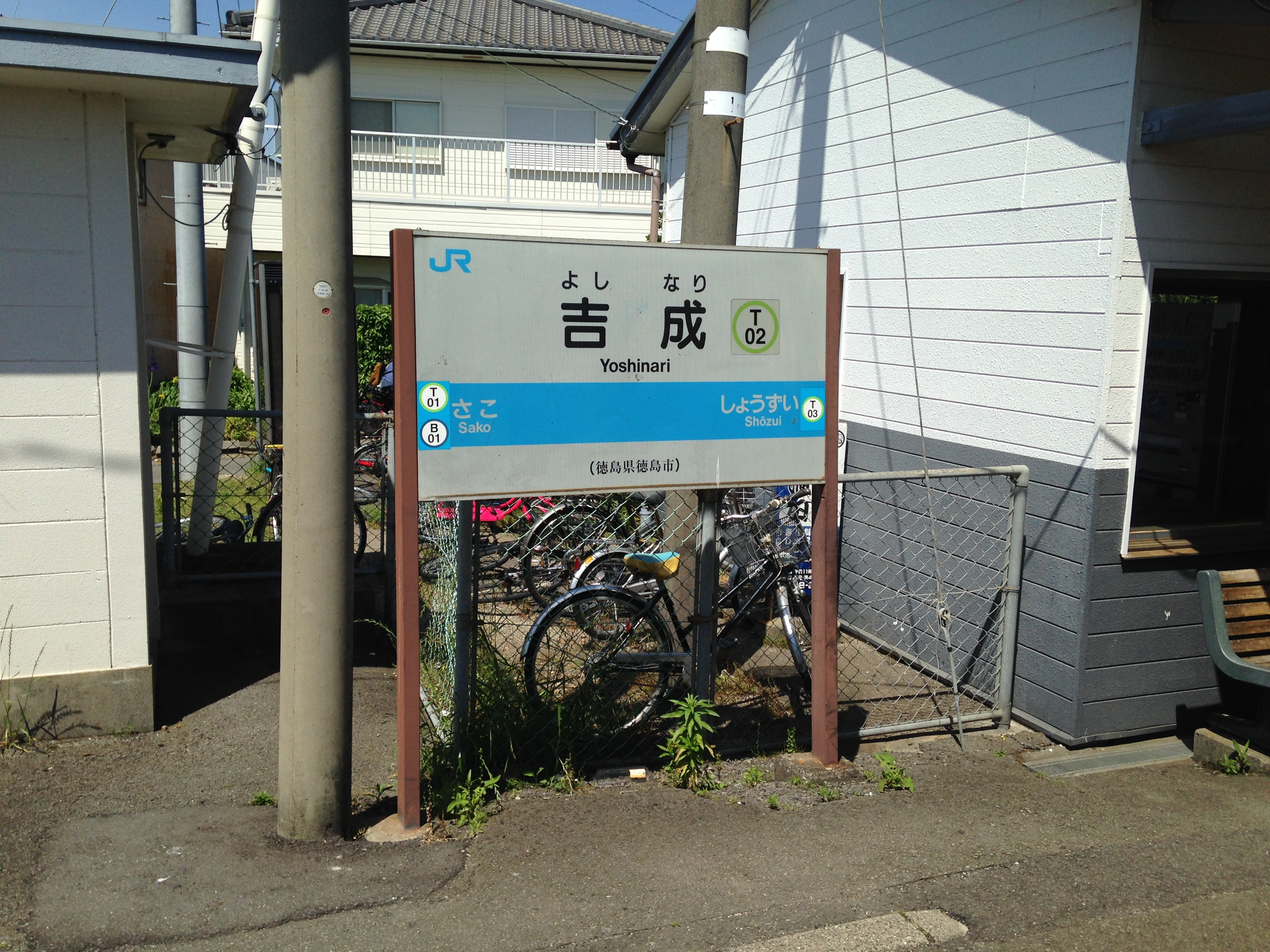
駅名標
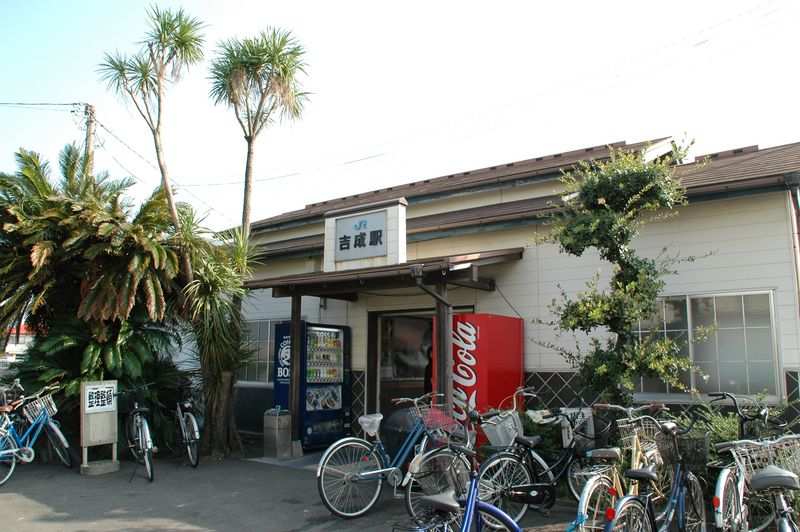
旧駅舎(2005年9月)

## 利用状況
1日平均乗車人員は下記の通り。。
| - 504人（1995年度） - 482人（1996年度） - 460人（1997年度） - 394人（1998年度） - 310人（1999年度） - 332人（2000年度） - 325人（2001年度） - 310人（2002年度） - 300人（2003年度） - 308人（2004年度） - 335人（2005年度） - 321人（2006年度） - 326人（2007年度） - 322人（2008年度） - 296人（2009年度） - 317人（2010年度） - 308人（2011年度） - 293人（2012年度） - 299人（2013年度） - 304人（2014年度） - 310人（2015年度） - 332人（2016年度） - 336人（2017年度） - 344人（2018年度） - 326人（2019年度） - 252人（2020年度） - 245人（2021年度） |

## 駅周辺
- 徳島県道121号藍住吉成停車場線
- 徳島県道29号徳島環状線
- 生光学園中学校・高等学校、生光学園小学校、生光学園幼稚園
- 徳島市応神中学校
- 徳島市応神小学校
- 応神幼稚園
- 四国トーセロ
- 四国化成工業徳島工場吉成事業所
- 徳島バス「西吉成」停留所（応神藍住線） - 徳島県道29号線沿い

## 隣の駅
四国旅客鉄道（JR四国）
■高徳線（■鳴門線直通列車を含む）
■普通
勝瑞駅 (T03) - 吉成駅 (T02) - 佐古駅 (T01)

### かつて存在した路線
鉄道省
阿波線
阿波中原駅 - 吉成駅